# 楔嘴蜂鸟
楔嘴蜂鸟（学名：Schistes geoffroyi）是雨燕目蜂鸟科的一种鸟类。
楔嘴蜂鸟体重约3.6克，翼长约49.1毫米，嘴峰长约17.1毫米，喙宽度约2.5毫米，喙厚度约2.1毫米，跗蹠长约5.4毫米，尾长约34.8毫米。楔嘴蜂鸟在其分布区内为留鸟，其栖息在密集的高大树木组成的森林中，食性为草食性，主要食物来源是植物的花蜜。

## 亚种
- ：分布于哥伦比亚东部、委内瑞拉北部和秘鲁东部。
- ：分布于玻利维亚中部的安第斯山脉地区。[4]